# Toares
Els toares (toara) és un poble indígena de l'Argentina a la província de Jujuy. Només viuen en una comunitat (més alguns dispersos) i són uns tres-cents.
La comunitat toara habita al departament de Cochinoca, a 9 km a l'est del poble d'Abra Pampa, a la localitat de Tabladitas; la comunitat que s'autodenomina toara i s'auto defineix a partir de la transmissió oral dels seus ancestres i sobre la base d'un document que es conserva a l'església del lloc, que data de l'any 1878 (anterior a l'organització d'Abra Pampa). Els relats indiquen que aquest sector formava part d'un camí que comunicava Hornaditas, la Quebrada de Sapagua, el Abra Azul Pampa, el Abra del Condorcito, Ugchara i Tabladitas, on es passava la nit. El camí de ferradura continuava fins Cangrejillos, Yavi, per d'allí passar a les terres de l'actual Bolívia. Els vilatans també refereixen que a la zona hi havia dos grups rivals, els cochinoca i els toares de Tabladitas. El nucli actual està format per una dotzena de cases, l'escola i l'església i està habitat per una mica més de 220 persones. La resta de la població es distribueix en forma dispersa. Durant part de l'any un nombre important d'habitants es trasllada per treballar a altres llocs de la Puna, preferentment a Abra Pampa. Posseeixen el títol comunitari de les seves terres.